# Hunting High and Low (пісня)
Hunting High and Low — четвертий сингл альбому Hunting High and Low норвезького гурту a-ha, випущений 2 червня 1986 року.
Кавер-версії пісні пізніше створювали Coldplay, Alexandre Pires спільно із Іветою Сангалу , Poor Rich Ones, Лондонський симфонічний оркестр, Курт Нільсен, Едіта Горняк.

## Музиканти
- Пол Воктор-Савой (Paul Waaktaar-Savoy) (6 вересня 1961) — композитор, гітарист, вокалист.
- Магне Фуругольмен (Magne Furuholmen) (1 листопада 1962) — клавішник, композитор, вокаліст, гітарист.
- Мортен Гаркет (Morten Harket) (14 вересня 1959) — вокаліст.

## Композиції

### 7"
| #  | Назва                         | Тривалість |
| -- | ----------------------------- | ---------- |
| 1. | «Hunting High and Low»        | 3:45       |
| 2. | «The Blue Sky (Demo Version)» | 3:12       |

### Європа 12"
Сторона А
| #  | Назва                                     | Тривалість |
| -- | ----------------------------------------- | ---------- |
| 1. | «Hunting High and Low (Extended Version)» | 6:45       |

Сторона Б
| #  | Назва                          | Тривалість |
| -- | ------------------------------ | ---------- |
| 1. | «Hunting High and Low (Remix)» | 3:45       |
| 2. | «The Blue Sky (Demo Version)»  | 3:12       |

### США 12"
| #  | Назва                                     | Тривалість |
| -- | ----------------------------------------- | ---------- |
| 1. | «Hunting High and Low (Extended Version)» | 6:45       |

Сторона Б
| #  | Назва                            | Тривалість |
| -- | -------------------------------- | ---------- |
| 1. | «Train Of Thought»               | 7:00       |
| 2. | «And You Tell Me (Demo Version)» | 1:51       |

## Позиції в чартах
| Чарт                                   | ЛП |
| -------------------------------------- | -- |
| Австрія Австрійський сингл-чарт        | 24 |
| Велика Британія Британський сингл-чарт | 5  |
| Німеччина Німецький сингл-чарт         | 11 |
| Ірландія Ірландський сингл-чарт        | 4  |
| Італія Італійський сингл-чарт          | 10 |
| Норвегія Норвезький сингл-чарт         | 10 |
| Франція Французький сингл-чарт         | 4  |